# Смитсоновский институт
Сми́тсоновский институ́т (англ. Smithsonian Institution) — группа музеев, образовательных и исследовательских центров в США. Самое крупное в мире хранилище экспонатов, музейных ценностей и артефактов. Включает 19 музеев, зоопарк, 9 научно-исследовательских центров, а также 156 музеев, являющихся филиалами Смитсоновского института. Из них 10 музеев находятся на Национальной аллее.
Основан 10 августа 1846 года актом Конгресса США. Официально считается государственным учреждением, финансируется правительством США, частными инвесторами, а также за счёт издательской и коммерческой деятельности (в основном, выпуска развивающих и обучающих игр, программ, видеоматериалов, продажа сувениров).
Своё название институт получил в честь английского учёного Джеймса Смитсона, умершего бездетным и завещавшего всё своё состояние на «основание учреждения в США, которое будет служить развитию и распространению знаний».
Первоначально организован как «Национальный музей Соединённых Штатов», но это название сменили в 1967 году.
Смитсоновский институт назван «чердаком нации» из-за его разнородных запасов количеством 154 миллиона предметов в различных учреждениях, включающих исторические и архитектурные достопримечательности: 19 музеях, 21 библиотеке, 9 исследовательских центрах и зоопарке. Большинство учреждений находится в Вашингтоне. Дополнительные объекты расположены в Аризоне, Мэриленде, Массачусетсе, Нью-Йорке, Питтсбурге, Техасе, Вирджинии и Панаме. Более 200 учреждений и музеев в 45 штатах, Пуэрто-Рико, и Панаме является филиалами Смитсоновского института.
Ежегодно около 30 миллионов людей бесплатно посещают учреждения института. Его годовой бюджет составляет около 1,2 миллиарда долларов, причём две трети составляют ежегодные федеральные ассигнования. Оставшаяся часть доходов поступает из частных и корпоративных пожертвований, членских взносов и доходов от розничной торговли, концессий и лицензий. Институт публикует журналы Smithsonian и Air & Space.

## История

Логотип Смитсоновского института

Своим возникновением Смитсоновский институт обязан Джеймсу Смитсону (ум. 1829). Этот английский химик и минералог указал Соединённые Штаты в своём завещании вторыми по списку наследователей после своего племянника, Генри Джеймса Хангерфорда (Henry James Hungerford). В 1835 году Хангерфорд умер бездетным, и таким образом наследство Джеймса Смитсона перешло правительству США с условием основать в Вашингтоне учреждение для «увеличения и распространения знаний среди людей» под названием Смитсоновского института. 1 июля 1836 года Конгресс США осуществил все формальности, связанные с учреждением соответствующего благотворительного фонда. Получение наследства президент Джексон возложил на дипломата Ричарда Раша, который был при предшественнике Джексона в должности Дж. К. Адамсе министром финансов. В августе 1838 года Раш привёз в Америку 105 мешков, в которых находилось 104 960 золотых соверенов, что при современной цене золота составляет более 40 миллионов долларов.
Судьба состояния Смитсона после долгих споров (учёный не указал конкретно, на что должны пойти деньги) была решена — 10 августа 1846 года был подписан акт об учреждении Смитсоновского института, в который должны были бы входить музей, библиотека, а также коллекция предметов истории, науки и искусства и проведение исследовательской программы. В 1901 году в здании, которое на сегодняшний день является информационным центром для всех, кто посещает музей, были похоронены останки и самого Смитсона, привезённые из Англии.

## Музеи Смитсоновского института

### Национальная аллея
- Галерея Саклера
- Музей искусств и промышленности[англ.]
- Художественная галерея Фрира
- Музей и сад скульптур Хиршхорна
- Национальный музей авиации и космонавтики
- Национальный музей африканского искусства
- Национальный музей американской истории
- Национальный музей естественной истории
- Национальный музей американских индейцев
- Центр Рипли[англ.]
- Здание Смитсоновского института
- Архивы Смитсоновского института
- Библиотеки Смитсоновского института[англ.] (Находится почти во всех музеях)

### Вашингтон
- Музей Анакостия[англ.]
- Национальный музей афроамериканской истории и культуры[англ.]
- Национальная портретная галерея США
- Национальный почтовый музей
- Смитсоновский музей американского искусства
- Смитсоновский музей фольклора[англ.]
- Смитсоновский национальный зоопарк
- Галерея Ренвик
- Смитсоновский музей американского искусства
- Архивы американского искусства
- Станция Морского пехотинца

### Нью-Йорк, штат Нью-Йорк
- Смитсоновский музей дизайна Купер Хьюитт
- Центр Джорджа Густава Хэйя[англ.]
- Американский музей естественной истории

### Шантильи, штат Виргиния
- Центр Ф. Удвара-Хези[англ.]

### Лисбург, штат Виргиния
- Смитсоновский центр натуралиста[англ.]

### Кембридж, штат Массачусетс
- Гарвард-Смитсоновский центр астрофизики

### Силвер-Хилл, штат Мэриленд
- Музей Института по сохранению[англ.]
- Смитсоновский центр исследований окружающей среды[англ.]

### Фронт-Ройал, штат Виргиния
- Смитсоновский Институт биологии охраны природы[англ.]

### Панама
- Смитсоновский институт тропических исследований[англ.]